# Hét (település)
Hét község Borsod-Abaúj-Zemplén vármegyében, a Putnoki járásban.

## Fekvése
A Sajó bal oldalán, Ózdtól 15 kilométerre keletre, Miskolctól 45 kilométerre északnyugatra fekszik. Különálló településrésze Pogonypuszta, a központjától északra.
A környező települések: kelet felől Putnok (7 km), dél felől (a Sajó túlpartján) Sajónémeti, nyugat felől Bánréve (4 km), észak felől pedig Serényfalva (4 km). A legközelebbi város Putnok.

### Megközelítése
Legfontosabb közúti megközelítési útvonala a 26-os főút, mely az északi határszéle mentén húzódik. Központja tekintetében Hét zsáktelepülésnek tekinthető, mivel csak a 25 125-ös számú mellékúton érhető el (ezen az úton közelíthető meg Pogonypuszta is).
A hazai vasútvonalak közül a Miskolc–Bánréve–Ózd-vasútvonal, amelynek a legközelebbi megállási pontja, Pogonyipuszta megállóhelye szinte közvetlenül a község határa mellett (bár Serényfalva közigazgatási területén) található, Pogonypuszta első házaitól nem messze.

## Nevének eredete
A helyi mondák szerint a tatárjárás elől hét család menekült a helyi lápos vidékre, s ők alapították a települést. A falu nevét a Hét személynévtől vette, az előzménye a hét számnév.

## Története
Hét régi kisnemesi község. A Sajó-völgy kiszélesedő sík részein épült. A krónikák 1427-ben említik először, de a község ennél korábbi eredetű. Oklevelekben írták: Heeth, Hethy, Héthi alakban is. A török hódoltság alatt a falu teljesen elpusztult, pusztaként tartották számon. az 1700-as évektől kezdett újra benépesülni. Lakóinak legnagyobb része református, 1787-ben templom épült. A lakosság kezdettől fogva mezőgazdasági termelést folytatott, mivel kedvezőek a talajviszonyok ehhez a tevékenységhez. Két településrészből tevődik össze a falu. A Sajóhoz közelebb fekvő falurészt régi Hétnek, míg a Serényfalva felőlit Új Hétnek nevezik.

## Közélete

### Polgármesterei
- 1990–1994: Halászi János (független)[3]
- 1994–1998: Halászi János (független)[4]
- 1998–2002: Halászi János (független)[5]
- 2002–2006: Bende György (független)[6]
- 2006–2010: Bende György (független)[7]
- 2010–2014: Bende György (független)[8]
- 2014–2019: Bende György (független)[9]
- 2019–2024: Keszler János (független)[10]
- 2024– : Keszler János (független)[1]

## Népesség
A település népességének változása:
| Lakosok száma | 498  | 479  | 476  | 398  | 430  | 432  | 424  |
|               | 2013 | 2014 | 2015 | 2021 | 2022 | 2023 | 2024 |

2001-ben a település lakosságának közel 100%-a magyar nemzetiségűnek vallotta magát.
A 2011-es népszámlálás során a lakosok 92%-a magyarnak, 0,4% németnek, 0,2% szlováknak mondta magát (7,8% nem válaszolt; a kettős identitások miatt a végösszeg nagyobb lehet 100%-nál). A vallási megoszlás a következő volt: római katolikus 22,2%, református 52,9%, görögkatolikus 1,6%, felekezeten kívüli 8,4% (14,4% nem válaszolt).
2022-ben a lakosság 92,6%-a vallotta magát magyarnak, 0,7% németnek, 0,2% cigánynak, 2,6% egyéb, nem hazai nemzetiségűnek (7,4% nem nyilatkozott; a kettős identitások miatt a végösszeg nagyobb lehet 100%-nál). Vallásuk szerint 15,3% volt római katolikus, 45,6% református, 1,9% görög katolikus, 0,7% egyéb keresztény, 6,5% felekezeten kívüli (28,8% nem válaszolt).

## Településfejlettségi mutatók
- Lakások száma: 191 db

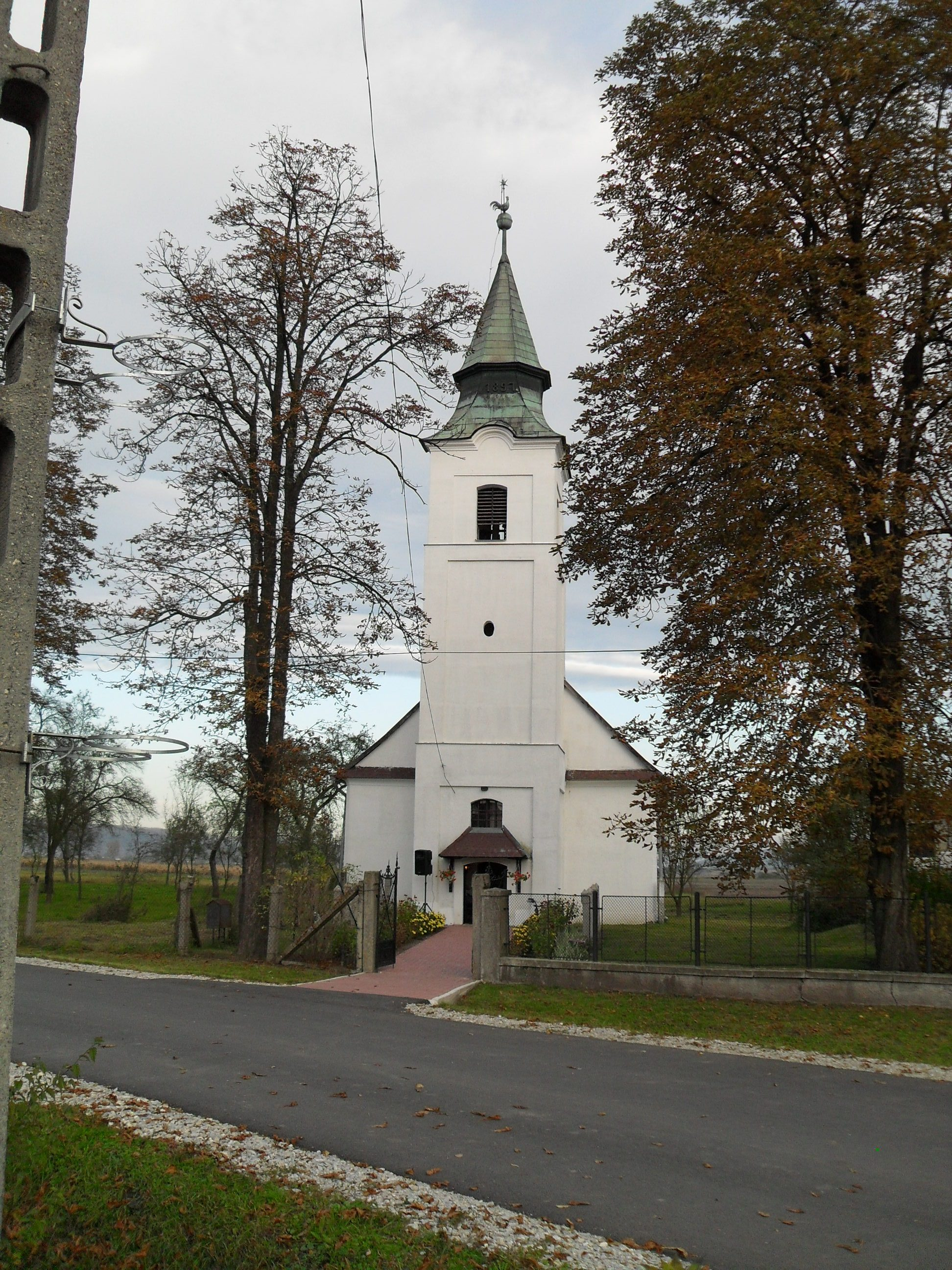
A református templom

- Vezetékes ivóvízzel ellátott lakások aránya: 70%
- Vezetékes gázzal ellátott lakások aránya: 54%
- Burkolt, portalanított utak aránya: 100%

## Nevezetességei
- A község Református temploma 1787-ben épült.
- A település másik nevezetessége a horgásztó, ami remek horgászhely (MOHOSZ engedéllyel lehet használni), és egyúttal a környékbeli fiataloknak fürdési, szórakozási lehetőséget nyújt. A tó környéke alkalmas sátorozásra, de kiépített kemping még nem áll rendelkezésre. A helység pihenésre nagyon alkalmas, átmenő forgalma gyakorlatilag nincs, naponta 4 autóbusz érkezik és fordul vissza. Aki csendre, nyugalomra vágyik, itt megtalálja.

## Itt születtek, itt éltek
- Ujváry Zoltán (1932–2018) néprajzkutató itt született a településen.